# جلإبة (إب)

تعديل مصدري - تعديل

جلابة محلة تابعة لقرية الربيض، التابعة لعزلة بني مدسم بمديرية إب إحدى مديريات محافظة إب في الجمهورية اليمنية.، بلغ تعداد سكانها 72 حسب تعداد اليمن لعام 2004.